# Römische Kastelle bei Friedberg
Die Römischen Kastelle bei Friedberg, auch als Kastelle von Friedberg-Rederzhausen in der Literatur bekannt, sind zwei nahe zueinander gelegene römische Militärlager, die während der Okkupationsphase der Lechregion im 1. Jahrhundert n. Chr. angelegt wurden. Die römerzeitliche Art der Nutzung dieses nur kurzfristig belegten Platzes ist spekulativ. Der Fundort befindet sich südlich der Stadt Friedberg und der Gemeinde Kissing in westlicher Nachbarschaft zur Hofstelle Metzgerhof im bayerisch-schwäbischen Landkreis Aichach-Friedberg südöstlich von Augsburg. Der südwestliche Teil des Kastells I gehört bereits zu Kissing.

## Lage
Die befestigten Standorte wurden in den linken Lechauen auf einer Niederterrasse des Lechfeldes gegründet. Geologisch entstand diese Ebene durch würmzeitliche Schotter, die kolluvial überlagert werden. Rund 100 Meter westlich der Kastelle verläuft zwischen diesen und dem Lech eine von Augsburg kommende Römerstraße, die sogenannte Via Julia, flussaufwärts in Richtung Süden. Rund 250 Meter östlich der beiden Schanzen fließt der Hagenbach, ein Nebenfluss des Lechs, in nordöstliche Richtung. Auf Höhe des Nordkastells (Kastell II) wird er nach dem Zufluss des Riedbachgrabens Friedberger Ach genannt. Die heutige Bebauung im weiteren Umfeld der Befestigungsanlagen ist mit Ausnahme des Metzgerhofs, der nach der Mitte des 19. Jahrhunderts erstmals in den historischen Kartenwerken erscheint, erst im 20. Jahrhundert entstanden.

## Forschungsgeschichte
Dem Luftbildarchäologen Otto Braasch (1936–2021) gelang im Mai 1980 während seiner systematischen Befliegungen des Umlandes der römischen Provinzhauptstadt Augusta Vindelicorum (Augsburg) die Entdeckung einer bisher unbekannten kastellartigen Anlage, der später Kastell I genannten Fortifikation auf landwirtschaftlich genutzten Flächen. Eine anschließend angesetzte Feldbegehung, die der Archäologe Wolfgang Czysz (1949–2022) betreute, erbrachte die Gewissheit, dass es sich bei dem Befund tatsächlich um ein römisches Kastell handelte. Im Sommer 1982 konnten nur rund 300 Meter nördlich von Kastell I vom Flugzeug aus die Spuren eine offensichtlich ganz ähnlichen zweiten Befestigung (Kastell II) dokumentiert werden. Durch diverse Feldbegehungen wurden außerdem weitere römerzeitliche Fundpunkte rund um die beiden Anlagen bekannt. Im selben Jahr fand eine Ausgrabung der Römisch-Germanischen Kommission des Deutschen Archäologischen Instituts unter der archäologischen Leitung von Siegmar von Schnurbein am Kastell I statt, die 1700 Quadratmeter umfasste, während am Kastell II lediglich eine kleinere Fläche untersucht wurde.

## Baugeschichte
Die beiden kastellartigen Anlagen mit unbekannter Funktion können nicht als reguläre Garnisonsorte angesprochen werden. Möglicherweise sind in den Kastellen kurzfristig genutzte Arbeitslager nahe der Straße zwischen Augsburg und Salzburg zu sehen, wie dies Schnurbein vermutete. Der Archäologe mutmaßte weiter, dass ihre Aufgabe mit der Landeserschließung und dem Aufbau einer inneren Organisation und Infrastruktur für die neue Provinz Rätien zu tun gehabt haben könnten. Ähnlich hatte sich zuvor bereits Czysz geäußert. Schnurbein ging außerdem davon aus, dass beide Kastelle nacheinander existierten.

### Kastell I
Das rechteckige Kastell I umfasste mit seinen abgerundeten Ecken (Spielkartenform) insgesamt 144 × 115 Meter. Mit seinen beiden Schmalseiten ist es leicht versetzt in westöstliche Richtung orientiert. Überraschend waren für die Ausgräber von 1982 die ungewöhnlich geringen Maße des Doppelgrabens, der an allen vier Seiten der Anlage aussetzte, um dort einen Zugang zu ermöglichen. Jeder Graben war 1,0 bis 1,20 Meter breit und noch 0,80 bis einen Meter tief erhalten. Offensichtlich war hinter den Umfassungsgräben keine Holz-Erde-Mauer errichtet worden. Der Ausgräber vermutete stattdessen eine Rasensodenmauer. Auch Torbauten und andere fortifikatorische Maßnahmen konnten nicht festgestellt werden. Die Besatzung dieser nur leicht gesicherten Einrichtung hatte dementsprechend wohl keine bemerkenswerten Feinde zu fürchten.
Im Inneren von Kastell I wurden Spuren einer hölzernen Bebauung fassbar, die aber wohl nicht die gesamte Innenfläche bedeckte. Es wurden ein paar parallel verlaufende Pfostengruben dokumentiert, die von Kasernenbauten stammen könnten. Doch war der untersuchte Ausschnitt von 1982 zu gering, um hierzu eine konkrete Aussage liefern zu können. Dennoch lässt sich die Anwesenheit des Militärs durch einige wenige Militariafunde sowie durch Fundstücke, die zu Pferdegeschirren gehörten, nachweisen. Größere Kellergruben sowie Brunnenanlagen fehlten vollständig, was offensichtlich einen Hinweis darauf gibt, dass die kleine Anlage wohl nur kurzfristig genutzt wurde. Möglicherweise wurde der Kastellplatz mehrmals in seiner Geschichte belegt. Darauf könnten zwei kleine Gebäude innerhalb des Lagerareals hinweisen, die in ihrer Flucht von den Hauptachsen des Kastells abweichen. Außerdem bergen die Fundpunkte außerhalb der beiden Lager Hinweise auf ein solches Szenario.

### Kastell II
Von Kastell II sind lediglich die östliche Schmalseite sowie die dazugehörigen Ansätze der Süd- und Nordfront bekannt. Von diesen Dimensionen her könnte das Lager der aus dem Kastell I bekannten Bemaßung entsprochen haben. Die Grabenbreite bei diesem zweiten Kastell lag bei 0,50 bis 0,80 Metern. Die noch erhaltene Grabentiefe wurde mit 0,50 bis 0,60 Metern eingemessen. Im Gegensatz zu Kastell I konnten im Inneren dieser Anlage keinerlei Anzeichen für eine Bautätigkeit oder Gruben festgestellt werden. Die Ausrichtung der beiden Schmalseiten dieses Kastells war fast exakt westöstlich orientiert.

## Funde und zeitliche Zuordnung
Die bereits kurz nach der luftbildarchäologischen Entdeckung von Kastell I durchgeführte Feldbegehung erbrachte neben nicht näher datierbarer Grobkeramik Fragmente eindeutig frührömischer Reibschalen, Amphoren und hauptsächlich Terra-Sigillata-Bruchstücke. Das Formenspektrum dieser Sigillaten gehörte laut Bewertung von Czysz in die spättiberisch-frühclaudische Zeit. Der Archäologe mutmaßte, dass die geborgenen Stücke größtenteils wohl nicht mehr in Italien gefertigt worden sind, sondern bereits aus den neu gegründeten südgallischen Töpfereien um Lyon und La Graufesenque stammten.
Nach Schnurbein lässt sich das „insgesamt recht bescheidene Fundmaterial“ seiner Grabung „in die Zeit vom 1. bis 3. Jahrhundert n. Chr.“ datieren, wobei er die eigentliche Nutzungsdauer der beiden Kastelle im 2. und 3. Jahrzehnt des 1. nachchristlichen Jahrhunderts – in spätaugusteischer bis mitteltiberischer Zeit – ansetzt. Neben Terra Sigillata aus Italien und Südfrankreich umfasste das Kleinfundspektrum weitere Keramikfragmente, Reste bunter Glasgefäße, einige Fibeln sowie Teile der soldatischen Tracht und Bewaffnung, alles in einem sehr fragmentierten Zustand. Für seine sehr genaue zeitliche Analyse zog der Archäologe insbesondere Fibeln und vor allem die frühen Sigillaten heran. Der Numismatiker Bernhard Overbeck äußerte sich verwundert, dass Schnurbein bei seiner Bearbeitung auf die 16 gefundenen Münzen nicht näher einging, deren Reihe mit zwei eindeutig datierbaren Asses endete, die während der Regierungszeit des Kaisers Tiberius (14–37) ab 22/23 n. Chr. geprägt wurden. Die Zahl der republikanischen Münzen fällt mit 27 Exemplaren ziemlich hoch aus (Stand 2001). Zusätzlich zu den von Schnurbein erwähnten Stücken legte Overbeck nochmals 18 Münzen aus dem Fundareal vor, die als Ackerlesefunde aus dem Boden kamen. Besondere Beachtung verdienten nach Overbeck dabei die Schlussmünzen, wobei der singuläre und völlig isolierte Fund einer in der Zeit um 355/361 geprägten Münze aus der Regierungszeit des Constantius II. (337–361) als ausgeackerter Streuverlust von der nahen römischen Fernstraße anzusehen ist. Die letzte frührömische Münze war 1986, zum Erscheinungszeitpunkt der Auswertung des Numismatikers Overbeck, ein um 50/54 in Rom geprägter Dupondius aus der Regierungszeit des Kaisers Claudius (41–54), was das vorgeschlagene mitteltiberische Enddatum von Schnurbein möglicherweise auf die claudische Zeit revidiert. Unterstützt werden könnte die These einer claudinischen Gründung durch die bei den Grabungen 1982 auf dem Kastellareal geborgenen Providentia-Asse. Diese sehr häufig geprägten Münzen wurden bis in die Regierungszeiten der Kaiser Caligula (37–41) und Claudius geschlagen. Zwei weitere, bereits im 19. Jahrhundert aufgelesene Münzen, sind nicht näher bestimmbar und werden ganz allgemein der frühen Kaiserzeit zugeordnet. Außerdem kamen bis 2001 noch 20 weitere unpublizierte Münzen hinzu, die sich in Privatbesitz befanden. Neuere Forschungen mit dem Münzmaterial bestätigen die These Overbecks, dass der Standort über die tiberische Zeit hinaus genutzt wurde und wohl erst um die Mitte des 1. Jahrhunderts n. Chr. aufgegeben wurde. Rätselhaft bleibt das relativ hohe Aufkommen der fünf Denare (Stand 1986) an diesen beiden Kastellplätzen. Ohne weiteres gingen solch zahlungskräftigen Münzen nicht verloren. Ein Denar war zum damaligen Zeitpunkt mehr als der Tagessold eines Auxiliarsoldaten.

## Denkmalschutz
Die Kastelle bei Friedberg und Kissing sowie die erwähnten Anlagen sind als eingetragene Bodendenkmale im Sinne des Bayerischen Denkmalschutzgesetzes (BayDSchG) geschützt. Nachforschungen und gezieltes Sammeln von Funden sind erlaubnispflichtig, Zufallsfunde sind den Denkmalbehörden anzuzeigen.